# موسینا (بلغارستان)
موسینا (به بلغاری: Musina) یک منطقهٔ مسکونی در بلغارستان است که در شهرستان پاولیکنی واقع شده‌است.
 موسینا ۲۳٬۳۹۴ کیلومتر مربع مساحت و ۲۴۰ نفر جمعیت دارد و ۲۳۳ متر بالاتر از سطح دریا واقع شده‌است.